# 赤羽接遇所
赤羽接遇所 （あかばねせつぐうしょ）は、幕末の1859年（安政6年8月）、飯倉五丁目のそれまで講武所付属調練所であった地2800坪（現在の東京都港区東麻布一丁目12番、14番など）に、作事奉行関行篤らによって建設された、外国人のための宿舎兼応接所である。黒の表門をもち、高い黒板塀で囲まれており、内部は間口10間、奥行20間のものと、間口奥行各10間のものとの2棟の木造平屋家屋から成っていた。
幕末に日本を訪れたプロイセンの使節オイレンブルクは、上陸後ただちにここを宿舎として日普修好通商条約を結び、またシーボルト父子やロシアの領事ゴシケーヴィチなどもここに滞在し、幕末における外国人応接の舞台となった。
1861年1月15日（万延元年12月5日）、アメリカ公使ハリスに雇われた通訳のヘンリー・ヒュースケンは、赤羽接遇所に滞在していたプロイセン王国使節のもとを訪れたのち、麻布善福寺にあったアメリカ公使館に戻る途中、古川にかかる中の橋の北側で攘夷派の武士らに襲撃され、翌日死亡した。